# Zelotes donnanae
Zelotes donnanae är en spindelart som beskrevs av FitzPatrick 2007. Zelotes donnanae ingår i släktet Zelotes och familjen plattbuksspindlar.
Artens utbredningsområde är Kongo. Inga underarter finns listade i Catalogue of Life.